# Tulio Mora
Tulio Mora (Huancayo, Perú, 15 de febrero de 1948-Lima, 27 de enero de 2019) fue un escritor peruano, exponente de la denominada generación de los 70 y el teórico más importante del Movimiento Hora Zero.

## Formación intelectual y letras
Estudió literatura en la Universidad Nacional Mayor de San Marcos y se dedicó tempranamente al periodismo. Como integrante del Movimiento Hora Zero Mora publicó su primer libro de poesía Mitología (1977), una saga que incorpora dioses prehispánicos al escenario de Lima actual en un intento de fusionar el pensamiento analógico con el histórico, en un tiempo de apenas 24 horas. Según la poeta y crítica colombiana, Consuelo Hernández ("Voces y perspectivas en la poesía latinoamericana del siglo XX", Visor, 2009):

"Mitología es un poema integral, tal como lo entendió Hora Zero, es decir recoge un registro colectivo de voces: yo, el otro y el nosotros. Todas las individualidades convergen, combinan y se amalgaman en una formulación poética polidimensional, en la que el verso sirve de vehículo a temas narrativos y, en ocasiones, a un tema argumentativo que lo acerca al ensayo, lo audiovisual y lo periodístico"
Consuelo Hernández, "Voces y perspectivas en la poesía latinoaméricana del siglo XX"

.
Poco después de la publicación de Mitología, Tulio Mora viajó a Argentina y luego a México donde obtuvo una beca de poesía del Instituto Nacional de Bellas Artes. En este país viviría cinco años trabajando en una editorial de libros de arte y compartiendo con los infrarrealistas, gemelos del movimiento Hora Zero —Mario Santiago Papasquiaro, Roberto Bolaño, Pedro Damián, Mara Larrosa y los hermanos Méndez— un destino de intransigencia literaria.

### Tornaviaje
Mora regresaría al Perú en 1983 cuando la guerra interna empezaba a mostrar toda su crueldad y como resultado de esa confrontación social el poeta escribiría Oración frente a un plato de col y otros poemas (1985).
En 1987 publicó Zoología prestada con gráficos del pintor Ricardo Wiesse Rebagliati y en 1989 Cementerio general, obra que obtuvo el Premio Latinoamericano de Poesía concedido por el Consejo de Integración Cultural Latinoamericana (CICLA) teniendo como jurado a los importantes poetas Enrique Lihn, Carlos Germán Belli y al destacado crítico Alberto Escobar. Cementerio general ha sido objeto de numerosos estudios, de manera especial por la poeta y profesora colombiana Consuelo Hernández (Tulio Mora, el archivista de América), la profesora Jill S. Kuhnheim (Spanish american poetry and the end of the twentieth century/Textual disrumptions), Leslie Bayers ("The poetics of revision: Tulio Mora's Cementerio general", St. Mary's College of Maryland, summer 2010) y Manuel Baquerizo, entre otros críticos. Se trata de una obra unitaria en la que peruanos de diversos tiempos, desde los habitantes de las cuevas hasta la actualidad, monologan en la tumba sobre su vida entrelazada con la trágica historia peruana. Una selección de estos poemas fue traducida al inglés por los poetas británicos C.A. de Lomellini y David Tipton y publicada bajo el título A mountain crowned by a cemetery (editorial Redbeck Press, Bradford, Inglaterra, 2001). Además ha sido recreado en varias obras de teatro en el Perú como en el extranjero. Cementerio general ha sido editado en 1994 y 2013.
Tulio Mora también obtuvo el Premio Copé de Plata por su quinto libro País interior, que a diferencia de Cementerio general tiene como tema central la infancia y los paisajes de su memoria. Igualmente publicó, con la participación del escritor chileno-mexicano Roberto Bolaño, una antología sobre la poesía de los movimientos Hora Zero e Infrarrealismo (algunos de estos autores aparecen como personajes en la novela Los detectives salvajes de Bolaño): Hora Zero, la última vanguardia latinoamericana de poesía (Venezuela, 2000).
En 2007 publicó su sexto libro de poesía, "Simulación de la máscara", que en la opinión del filósofo Sebastián Pimentel "es un libro en el que hay mucha voluptuosidad en el lenguaje, pero también hay una economía, una brevedad del poema, de los versos. Hay un ritmo cortante, un rebote de imágenes y de sentidos siempre recortados, ajustados, que son concentrados. Que reivindican al límite de la palabra, a su cuerpo de sonidos, a su materialidad".

### A fines de década primera delsigloXXI
En 2009 Mora publicó "Ángeles detrás de la lluvia" (con ilustraciones del artista plástico Alfredo Márquez), un breve poemario de solo tres poemas con igual número de versos (99), distribuidos en tercetos y construido según la estrategia poética de Edgard Allan Poe ("El principio de unidad de efecto"), que materializaría en el famoso "El Cuervo". Se trata de tres homenajes de igual número de "ángeles malditos": los poetas Carlos Oquendo de Amat y Mario Santiago Papasquiaro y el abogado José Antonio Ríos, a quienes evoca como víctimas de la modernidad.
Este mismo año Mora publicó "Hora Zero: los broches mayores del sonido", una voluminosa antología de este movimiento con sus extensiones en el Infrarrealismo mexicano-chileno y Hora Zero Internacional europeo. Del mismo ha escrito el crítico Ricardo González Vigil: "afirmar que es el más importante libro de poesía publicado este año (probablemente no solo en el Perú, sino también en el ámbito hispánico en general) resulta insuficiente, ya que la monumental muestra... merece figurar entre las obras más importantes de la poesía en español editadas en lo que va del siglo XXI" (diario El Comercio, diciembre de 2009). Entre 2012 y 2013  publicó "Aquí sobra la eternidad", su octavo libro de poesía, que tuvo cuatro ediciones en Lima, Barcelona, Nueva York y México, respectivamente.
Como periodista había contribuido también escribiendo tres libros sobre violaciones a los derechos humanos, cometidos durante los 20 años que duró la guerra interna peruana: Y la verdad será nuestra defensa (1.ª edición, 1996, 2.ª edición, 2002), Días de barbarie (2003) y Aquella madrugada sin amanecer (2004).
Tulio Mora era en el momento de su muerte consultor de comunicaciones y se desempeñó durante muchos años como periodista, crítico literario y guionista. Murió el 27 de enero de 2019 víctima de un cáncer pulmonar.

## Obra literaria

### Poesía
- 1977 - Mitología.
- 1985 - Oración frente a un plato de col y otros poemas.
- 1987 - Zoología prestada.
- 1989 - Cementerio general - 1.ª edición.
- 1994 - Cementerio general - 2.ª edición.

2000 - "Cementerio general" (selección en inglés) - 3a edición.
- 2013 - "Cementerio general"-    4.a edición.

2017 "Cementerio general" - 5a edición.
- 1994 - País interior.
- 2006 - Simulación de la máscara.
- 2009 - Ángeles detrás de la lluvia.
- 2012–2013 - Aquí sobra la eternidad (1a edición, Fondo Cultura Peruana, Lima, 2.ª edición, ediciones Sin Fin, España, 3a edición, ediciones Pachacámac, EE. UU., 2013, 4a edición, Cascada de palabras", en línea (México, 2013). 5a edición, ediciones Sin Fin, Correspondencia Infra (México, 2017).

### Gavilla antológica
- Hora Zero, la última vanguardia latinoamericana de poesía (2000)
- "Hora Zero: los broches mayores del sonido", antología con introducción y selección de Tulio Mora sobre el Movimiento Hora Zero, el Movimiento Infrarrealista y Hora Zero Internacional (2009).

### Traducciones de su obra
- A mountain crowned by a cemetery (traducción selecta de Cementerio general por C.A. Lomelini y David Tipton, Inglaterra, 2001)

### Investigación periodística/Ensayo
- 1996 - Y la verdad será nuestra defensa.
- 2003 - Días de barbarie.
- 2004 - Aquella madrugada sin amanecer